# Landelinus van Crespin
Landelinus van Crespin (Landelinus Sanctus) (rond 613-686), afkomstig uit de regio van Bapaume (Pas-de-Calais, Frankrijk), was een bekeerde rover. Hij werd vervolgens kluizenaar en oprichter van en stuwende kracht achter, achtereenvolgens, de abdijen van Lobbes, Aulne, Wallers-en-Fagne en Crespin.
Het was een christelijke heilige, die op 15 juni lokaal wordt herdacht.

## Jeugd
Afkomstig uit een Frankische adellijke familie, werd Landelin op tienjarige leeftijd gedoopt en ontving hij van zijn dooppeter Aubertus, de toekomstige bisschop van Kamerijk, een degelijke, christelijk opvoeding, tot zijn adolescentie. Omdat hij als student zijn meester wist bij te houden, maakte hij zulke vorderingen in de wetenschap en deugd, dat Aubertus van plan was om op korte termijn een geestelijke van hem te maken.
Desalniettemin koos hij ervoor zijn leven van studie achter zich te laten om zich aan de sluiten bij een roversbende en onder de schuilnaam Maurosus te leven. Als rustplaatsen hadden ze een kasteel op een halve mijl stroomafwaarts van Lobbes en een toren te Landelies. Getraumatiseerd door de onverwachtse dood van een compagnon en een visioen van de Hel, waar deze was beland, nam hij nu een eerlijke levensstijl aan. Hij keerde rond 643 terug naar zijn meester en legde zichzelf op te gaan leven in een klooster volgens de strenge leefregel van de Keltisch christelijke Columbanus. Na zes jaar penitentie, verzocht hij Aubertus rond 649 tot de clerus te worden toegelaten.

## Zijn leven als geestelijke
Aubertus liet hem een opleiding tot geestelijke volgen en Landelinus werd uiteindelijk toegelaten tot de orde van de geestelijkheid. Hij ondernam vervolgens een bedevaart naar Rome om de graven van de apostelen Petrus en Paulus te bezoeken. Voordat hij Rome verliet, vroeg hij de zegen van paus Martinus I en na zijn terugkeer in Kamerijk, werd hem door Aubertus het diaconaat verleend. Na enige tijd ging hij terug op pad naar Rome en bij zijn terugkeer, werd hij door Aubertus tot priester gewijd. Hij ondernam nog een derde bedevaart naar Rome in gezelschap van zijn trouwe volgelingen Adelinus en Domitianus. Paus Martinus I belastte hem daar met een missie om te evangeliseren en schonk hem een aantal relikwieën van heiligen die Landelinus later in de abdij van Lobbes zou laten onderbrengen.
Door zijn verschillende ervaringen met leven in een gemeenschap - zowel tussen rovers als in een klooster - leerde hij de taken en behoeften van het leven in een gemeenschap goed kennen. Tijdens zijn reizen bezocht hij veel vorstelijke huizen en abdijen, waaronder Saint-Denis nabij Parijs, Luxeuil in de Vogezen, waar het leven van de kloostergemeenschap werd geleid naar de Regel van Columbanus, en ten slotte die van Monte Cassino, de bakermat van de Regel van Benedictus.
Hij keerde eind 653 terug naar Aubertus en bouwde rond 654, samen met Adelinus en Domitianus, het eerste oratorium van Lobbes en een paar kleine cellen aan de monding van het beekje Laubacus (Laubach) en de Samber, waar hij voorheen als rover had geleefd. Een groot aantal jonge mensen, vaak van goede afkomst plaatsten zich onder zijn gezag en volgden hierbij de Regel van Benedictus. Zo werd rond 654 de basis gelegd voor wat zou uitgroeien tot de Abdij van Lobbes.
Claude Demoulin haalt de belangrijkste actoren van die tijd en hun doelstellingen aan:

« Landelin est moins un pèlerin ordinaire qu'un chargé de mission envoyé par Aubert et la cour franque, voyant dans l'organisation monastique un puissant moyen d'ordre social. Il est probable que le Saint-Siège lui donna des directives visant à créer dans notre région un certain nombre de monastères (…). L'œuvre de Landelin sera prolongée par des membres de l'aristocratie, ainsi sainte Waudru et sainte Aldegonde et d'autres couvents seront créés, Maubeuge, Hautmont, Maroilles. L'implantation des abbayes n'était pas le fait du hasard. Même au VIIe siècle, on ne fondait pas une abbaye n'importe où ; il fallait l'assentiment du spirituel et du temporel, assentiment pour le choix du lieu s'entend puisque les fondations étaient souhaitées par les seigneurs. / Landelinus is niet zozeer een ordinaire pelgrim maar eerder een speciaal afgezant uitgezonden door Aubertus en het Frankische hof, in de monastieke organisatie een krachtig middel voor sociale orde ziend. Het is waarschijnlijk dat de Heilige Stoel hem directieven gaf met het oog op in onze regio een bepaald aantal kloosters te stichten (...) Het werk van Landelinus zal worden voortgezet door leden van de aristocratie, zo stichtten Waldetrudis en Aldegonda en anderen kloosters, te Maubege, Hautmont, Moroilles. De inplanting van kloosters werd niet aan het toeval overgelaten. Zelfs in de 7e eeuw stichtte men niet eender waar een klooster; men had hiervoor de goedkeuring van zowel de geestelijke als wereldlijke machthebber nodig, goedkeuring voor de keuze van de plaats was vanzelfsprekend aangezien de stichtingen door de heren waren gewenst. »

Maar Landelinus wenste om als een kluizenaar volgens de strenge Regel van Columbanus te leven, en vertrok daarom uit Lobbes en vestigde zich in Aulne (10 km stroomafwaarts van de Samber, in het huidige Thuin in Henegouwen, België) op een stuk grond dat hij door schenking had ontvangen. Zijn charisma trok – net zoals in Lobbes – kandidaten voor het religieuze leven aan, die de kern zouden vormen van wat het begin was van wat zou uitgroeien tot de Abdij van Aulne. Maar slechts weinig novicen bezaten de fysieke weerstand van Landelinus, die zich gedwongen zag de Regel van Columbanus te vervangen door de minder rigoureuze Regel van Benedictus.
Toen de gemeenschap van Aulne rond 665 op het punt stond autonoom te worden, plaatste Landelinus haar onder de afhankelijkheid van Lobbes. Hij vestigde zich in Wallers (Noorderdepartement, Frankrijk), waar hij een klooster  stichtte op de grond, die in 640 door koning Dagobert I aan zijn familie was geschonken. Hij wijdde het aan Petrus en Paulus. Hij stelde er de Regel van Benedictus in en vertrouwde het toe aan Audoënus. In tegenstelling tot de inrichtingen van Lobbes, Aulne en Crespin, dit klooster niet met een abdij.
In 670 vestigde hij zich, in het gezelschap van zijn volgelingen Adelinus en Domitianus, op een lapje grond in het bos Amblise, tussen Bergen en Valenciennes, aan hem afgestaan door een lokale heer, maar verliet haar voor een niet-moerassige site – het latere Crespin – op een mijl daarvandaan, waar hij in 673 een kerk optrok die door Aubertus van Kamerijk werd ingewijd. Hij stichtte op deze plaats de abdij van Crespin (Noorderdepartement, Frankrijk) waar hij de Regel van Benedictus invoerde. Deze abdij was gelegen aan de Hogneau, een zijrivier van de Schelde.
Hij stierf op 15 juni 686 en werd begraven in de abdij van Crespin. Zijn volgeling Adelinus volgde hem op als abt.

## Zijn relieken
De kaak en arm van saint Landelin worden vereerd in de kerk van Crespin. In 836 werd het merendeel van de relieken overgebracht naar Boke (voormalige gemeente die nu deel uitmaakt van het district van Delbrück in Duitsland) om deze te behoeden tegen de plunderingen door de Noormannen.

## Homonymie
Een Ierse monnik, die naar de Elzas trok, de Rijn overstak en ook in de 6e eeuw als kluizenaar leefde in de regio van Freiburg im Breisgau, heette ook Landelinus (Landelinus van Ettenheimmünster) en werd net als zijn Frankische naamgenoot heilig verklaard. Hij wordt vereerd in de abdij van Ettenheim.